# 24-й Северокаролинский пехотный полк
24-й Северокаролинский пехотный полк (англ. 24th North Carolina Infantry) представлял собой один из пехотных полков армии Конфедерации во время Гражданской войны в США. Полк прошёл многие сражения Северовирджинской армии от Севен-Пайнс до капитуляции при Аппоматтоксе, исключая сражения 1863 года и сражения Оверлендской кампании, когда находился в Северной Каролине.

## Формирование
24-й Северокаролинский пехотный полк был сформирован в Велдоне, Северная Каролина, 1 июля 1861 года, как 14-й Северокаролинский добровольческий (14th North Carolina Volunteers), и впоследствии, 14 ноября 1861 года, был переименован в 24-й Северокаролинский. Его роты были набраны в округах Джонстон, Персон, Онслоу, Галифакс, Камберленд и Франклин. Полковником был избран Уильям Кларк, подполковником — Томас Вейнабл (1825—1894), майором — Джонаан Эванс.
- Рота A — округ Персон — кап. Джон Диллехай
- Рота B — округ Онслоу
- Рота C — округ Джонстон
- Рота D — округ Галифакс (добавлена 16 мая 1862 года)
- Рота E — округ Джонстон
- Рота F -
- Рота G -
- Рота H — округ Персон
- Рота I — округ Джонстон
- Рота K -

## Боевой путь
Полк провёл несколько дней под Велдоном, затем был отправлен к Ричмонду, а оттуда — в Западную Вирджинию, в распоряжение генерала Джона Флойда. Только в конце октября полк присоединился к отряду Флойда, который отступал под ударами армии Роузкранса из долины Канава. До начала зимы полк простоял под Биг-Сьюэлл-Моунтен. Во время марша и в лагере полк пережил сильную эпидемию кори, от которой многие умерли. После наступления холодов полк отвели к Петерсбергу на зимние квартиры.
Весной 1862 года полк был направлен в восточную часть Северной Каролины, к Мурфрисборо. Здесь в мае прошла реорганизация. Полк был переименован в 24-й северокаролинский пехотный, а его офицеры переизбраны. Кларк остался полковником, подполковником стал Джон Харрис, а майором — Тадеуш Лоув.
25 июня полк впервые участвовал в бою — в перестрелке при Уайт-Оак-Свемп. В этом бою погиб Уильям Скотт из роты Е, который стал первой боевой потерей полка в ту войну. Полк был включён в бригаду Роберта Рэнсома, и участвовал только в последнем сражении Семидневной Битвы — в сражении при Малверн-Хилл, где потерял 9 убитыми и 42 ранеными. Когда федеральная армия покинула полуостров, 24-й был отправлен к Ричмонду, провёл несколько дней на поле боя при Севен-Пайнс, затем отправился к Дрюрис-Блафф, а оттуда- под Петерсберг.
1 сентября полк прибыл в Ричмонд, а оттуда отправился по железной дороге в Гордонсвилл. Северовирджинская армия в это время вступила в Мериленд, и 24-й полк следовал за ней. Он перешёл Потомак у Лисберга и пришёл во Фредерик, а 14 сентября прибыл на усиление дивизий Томаса Джексона, осаждавших Харперс-Ферри. После падения Харперс-Ферри вся бригада Рэнсома была переброшена к Шарпсбергу и приняла участие в сражении при Энтитеме. Её разместили на крайнем правом фланге армии, но около 09:00 перебросили на усиление левого фланга. Здесь бригада была брошена на отражение последней атаки федеральной армии, и генерал Рэнсом, наблюдая за своими частями, сказал: «Благослови Бог этих храбрых парней, я никогда больше не скажу о них ничего плохого!». В ходе Мерилендской кампании полк потерял 20 человек убитыми и 44 ранеными.
Когда армия покинула Мериленд, полк отступил в Мартинсберг и Винчестер, где провёл в лагере около 10 дней. Оттуда он был переведён в Калпепер, а в декабре — к Фредериксбергу, где в ходе сражения при Фредериксберге вместе 25-м северокаролинским поддерживал бригаду Кобба, оборонявшую высоты Мари. Полк занимал позицию у знаменитой каменной стены, где отбил несколько атак федеральных дивизий. В этом бою 24-й потерял 4 человек убитыми и 24 ранеными.
3 января 1863 года бригада Рэнсома была выведена из Северовирджинской армии и возвращена в Северную Каролину. (7 января полк прибыл в Петерсберг, 23 января прибыл в Уилмингтон) Здесь генерал Роберт Рэнсом ушёл на повышение и его место занял его брат, Мэтью Рэнсом. До конца года полк использовался для охраны железной дороги Уилмингтон-Уэлдон.